# Лопаткі (Лодзинське воєводство)
Лопаткі (пол. Łopatki) — село в Польщі, у гміні Ласьк Ласького повіту Лодзинського воєводства.
Населення — 654 особи (2011).
У 1975-1998 роках село належало до Серадзького воєводства.

## Демографія
Демографічна структура станом на 31 березня 2011 року:
|          | Загалом | Допрацездатний вік | Працездатний вік | Постпрацездатний вік |
| -------- | ------- | ------------------ | ---------------- | -------------------- |
| Чоловіки | 323     | 65                 | 236              | 22                   |
| Жінки    | 331     | 58                 | 192              | 81                   |
| Разом    | 654     | 123                | 428              | 103                  |